# Cha Jae-kyung
Cha Jae-kyung, född den 1 november 1971, är en sydkoreansk handbollsspelare.
Hon tog OS-guld i damernas turnering i samband med de olympiska handbollstävlingarna 1992 i Barcelona.